# 川续断目
川续断目（学名：Dipsacales）在生物分类学上是被子植物中的一个目，屬於双子叶植物中的真双子叶菊类植物，约36属。
本目物種主要分布在北温带。许多种类为药用植物，例如：忍冬属、接骨木属、荚蒾属及纈草。

## 分類
在2009年《被子植物APG III分类法》中本目只包括兩個科，分別為：
- 五福花科 Adoxaceae
- 忍冬科 Caprifoliaceae

這個分類在2016年的《APG IV 分类法》不變中。
在過往的克朗奎斯特分类法，本目除了五福花科和嚴謹定義的忍冬科（Caprifoliaceae s.s.），還包括川续断科（Dipsacaceae）和败酱科（Valerianaceae）物種。在2003年《被子植物APG II分类法 (修订版)》，這個定義不變，但允許忍冬科包括原有的忍冬科（Diervillaceae）、川续断科（Dipsacaceae）Linnaeaceae科、刺续断科（Morinaceae）及败酱科（Valerianaceae）的物種。這幾個科在2009年的《被子植物APG III分类法》都被拼入忍冬科內。
與川续断目物種關係最密切的是盔被花科（Paracryphiales）物種。

## 外部連結
- Dipsacales （页面存档备份，存于） at Tree of Life
- Phylogeny of the Asteridae s. str. based on rbcL sequences, with particular reference to the Dipsacales[永久] (link to abstract)